# Indian Premier League
A Indian Premier League (IPL; lit.  "Primeira Liga Indiana") é a principal liga masculina de críquete Twenty20 da Índia. É disputada anualmente por dez equipes franqueadas baseadas em sete cidades indianas e três estados indianos. A liga foi fundada pelo Board of Control for Cricket in India (BCCI) em 2007. A primeira edição da liga foi realizada em 2008 com oito franquias. Geralmente é realizada anualmente no verão em toda a Índia entre março e maio.
A IPL é a liga de críquete mais frequentada do mundo e em 2014 ficou em sexto lugar em relação a média de público entre todas as ligas esportivas. Em 2010, a IPL se tornou o primeiro evento esportivo do mundo a ser transmitido ao vivo no YouTube. O valor de marca da IPL em 2019 foi de ₹47.500 crore (US$ 5,9 bilhões), de acordo com a Duff & Phelps. De acordo com a BCCI, a temporada IPL de 2015 contribuiu com ₹1,150 milhões (US$ 140 milhões) para o PIB da economia indiana. A temporada de 2020 da IPL estabeleceu um enorme recorde de audiência com 31,57 milhões de impressões médias e com um aumento geral de consumo de 23% em relação à temporada de 2019.
Até o momento, houve dezesseis temporadas do torneio da IPL. A atual franquia detentora do título é o Kolkata Knight Riders, vencendo a temporada de 2024.

## Equipes
| Equipe                      | Cidade      | Estado            | Estádio                                    | Estreia |
| --------------------------- | ----------- | ----------------- | ------------------------------------------ | ------- |
| Chennai Super Kings         | Chenai      | Tâmil Nadu        | M.A. Chidambaram Stadium                   | 2008    |
| Delhi Capitals              | Nova Delhi  | Delhi             | Arun Jaitley Stadium                       | 2008    |
| Gujarat Titans              | Amedabade   | Guzerate          | Narendra Modi Stadium                      | 2022    |
| Kolkata Knight Riders       | Calcutá     | Bengala Ocidental | Eden Gardens                               | 2008    |
| Lucknow Super Giants        | Lucknow     | Utar Pradexe      | BRSABV Ekana Cricket Stadium               | 2022    |
| Mumbai Indians              | Bombaim     | Maarastra         | Wankhede Stadium                           | 2008    |
| Punjab Kings                | Mohali      | Punjab            | Inderjit Singh Bindra Stadium              | 2008    |
| Rajasthan Royals            | Jaipur      | Rajastão          | Sawai Mansingh Stadium                     | 2008    |
| Royal Challengers Bangalore | Bangalor    | Carnataca         | M. Chinnaswamy Stadium                     | 2008    |
| Sunrisers Hyderabad         | Haiderabade | Telanganá         | Rajiv Gandhi International Cricket Stadium | 2013    |

### Equipes extintas
| Equipe                 | Cidade      | Estado    | Estreia | Última temporada |
| ---------------------- | ----------- | --------- | ------- | ---------------- |
| Deccan Chargers        | Haiderabade | Telanganá | 2008    | 2012             |
| Kochi Tuskers Kerala   | Cochim      | Querala   | 2011    | 2011             |
| Pune Warriors India    | Pune        | Maarastra | 2011    | 2013             |
| Rising Pune Supergiant | Pune        | Maarastra | 2016    | 2018             |
| Gujarat Lions          | Rajkot      | Guzerate  | 2016    | 2018             |

### Linha do tempo
Legenda: Equipes presentes Equipes antigas Suspensos

## Campeões
Com cinco títulos cada, Chennai Super Kings e Mumbai Indians venceram o maior número de torneios. Kolkata Knight Riders venceu três, e Rajasthan Royals, Deccan Chargers, Sunrisers Hyderabad e Gujarat Titans venceram um único título.
Em 2024, o atual campeão é o Kolkata Knight Riders, que derrotou o Sunrisers Hyderabad por oito postigos na final da IPL de 2024 para garantir seu terceiro título.

### Títulos por equipe
| Equipe                      | Títulos | Vices | Temporadas campeão           | Temporadas vice-campeão      |
| --------------------------- | ------- | ----- | ---------------------------- | ---------------------------- |
| Chennai Super Kings         | 5       | 5     | 2010, 2011, 2018, 2021, 2023 | 2008, 2012, 2013, 2015, 2019 |
| Mumbai Indians              | 5       | 1     | 2013, 2015, 2017, 2019, 2020 | 2010                         |
| Kolkata Knight Riders       | 3       | 1     | 2012, 2014, 2024             | 2021                         |
| Rajasthan Royals            | 1       | 1     | 2008                         | 2022                         |
| Sunrisers Hyderabad         | 1       | 2     | 2016                         | 2018, 2024                   |
| Gujarat Titans              | 1       | 1     | 2022                         | 2023                         |
| Deccan Chargers†            | 1       | 0     | 2009                         | —                            |
| Royal Challengers Bangalore | 0       | 3     | —                            | 2009, 2011, 2016             |
| Punjab Kings                | 0       | 1     | —                            | 2014                         |
| Rising Pune Supergiant†     | 0       | 1     | —                            | 2017                         |
| Delhi Capitals              | 0       | 1     | —                            | 2020                         |

† Equipe extinta atualmente